# Dicranomyia (Caenoglochina) rogersiana
Dicranomyia (Caenoglochina) rogersiana is een tweevleugelige uit de familie steltmuggen (Limoniidae). De soort komt voor in het Nearctisch gebied.